# Dustin Cook
Dustin Cook (Toronto, 11 februari 1989) is een Canadese alpineskiër.

## Carrière
Cook maakte zijn wereldbekerdebuut in november 2010 in Lake Louise. In januari 2011 scoorde hij in Wengen zijn eerste wereldbekerpunten. Tijdens de wereldkampioenschappen alpineskiën 2013 in Schladming wist hij niet te finishen in de tweede manche van de reuzenslalom.
Op de wereldkampioenschappen alpineskiën 2015 in Beaver Creek veroverde Cook de zilveren medaille op de Super G, daarnaast eindigde hij als twaalfde op de reuzenslalom. Op 8 maart 2015 stond de Canadees in Kvitfjell voor de eerste maal in zijn carrière op het podium van een wereldbekerwedstrijd. Op 19 maart 2015 boekte hij in Méribel zijn eerste wereldbekerzege.
In 2018 maakte Cook zijn Olympisch debuut. Op de Olympische Winterspelen 2018 eindigde Cook 9e op de Super G en 32e op de afdaling.

## Resultaten

### Wereldkampioenschappen
| Jaar | Plaats       | Resultaten                 |
| ---- | ------------ | -------------------------- |
| 2013 | Schladming   | DNF Reuzenslalom           |
| 2015 | Beaver Creek | Super G · 12e Reuzenslalom |
| 2017 | Sankt Moritz | DNF1 Super G               |
| 2019 | Åre          | DNF Super G                |

### Olympische Spelen
| Jaar | Plaats      | Resultaten              |
| ---- | ----------- | ----------------------- |
| 2018 | Pyeongchang | 9e Super G 32e Afdaling |

### Wereldbeker
Eindklasseringen
| Seizoen   | Algm | RS  | SG  | SC  |
| --------- | ---- | --- | --- | --- |
| 2010/2011 | 163e | -   | -   | 53e |
| 2012/2013 | 126e | 44e | 50e | -   |
| 2014/2015 | 30e  | 30e | 5e  | -   |
| 2016/2017 | 88e  | -   | 21e | -   |
| 2017/2018 | 70e  | -   | 17e | -   |
| 2018/2019 | 107e | -   | 31e | -   |

Wereldbekerzeges
| Datum         | Plaats  | Onderdeel |
| ------------- | ------- | --------- |
| 19 maart 2015 | Méribel | Super G   |